# Ocre
Ocre és una varietat d'argila rica en hematites, que li dona aquest color característic. S'utilitza per a pintar. És usualment descrit com un groc daurat, tirant lleugerament a cafè.
Una mostra del color ocre: